# Aiptasiomorpha minima
Aiptasiomorpha minima är en havsanemonart som först beskrevs av Stephenson 1918.  Aiptasiomorpha minima ingår i släktet Aiptasiomorpha och familjen Aiptasiomorphidae. Inga underarter finns listade i Catalogue of Life.